# Foiba-mészárlások

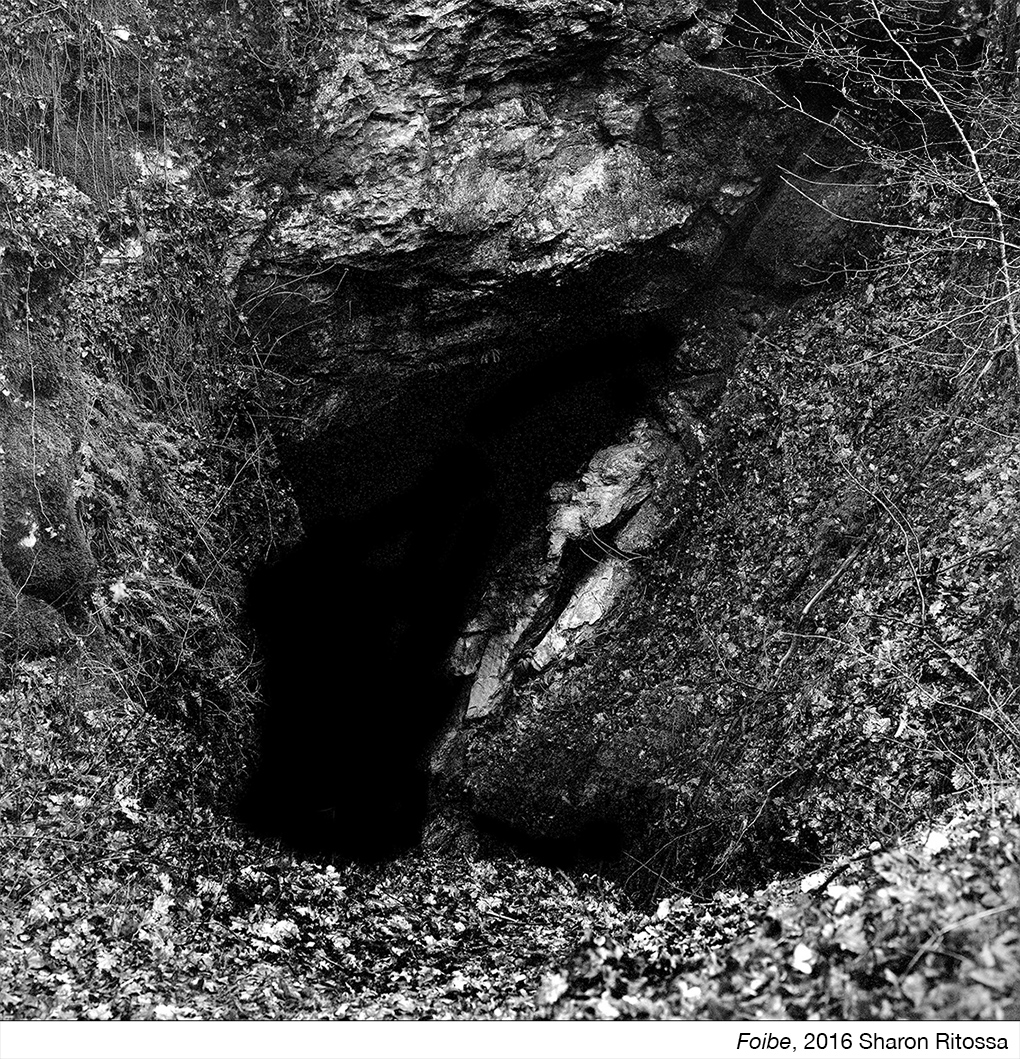
A Grotta Plutone, a mészárlás egyik helyszíne, az olaszországi Trieszt melletti Basovizza közelében található foiba, ahol a trieszti Steffe bűnbanda 18 embert ölt meg 1945 májusában. Ez egy mély, természetes víznyelő, borzadályt keltő, függőleges bejárattal, mely jellemző a karsztvidékre, és amelybe gyakran élve dobták be az áldozatokat.

A foiba-mészárlások (olaszul: massacri delle foibe; szlovénül: poboji v fojbah; horvátul: masakri fojbe), vagy egyszerűen a „foibe”, azokra a második világháború alatti és utáni tömeggyilkosságokra és deportálásokra utal, amelyeket főként jugoszláv partizánok és az OZNA követtek el Júliai Krajina akkori olasz területein (a Karsztvidéken és az Isztrián), Kvarneren és Dalmáciában a helyi olasz lakosság (isztriai olaszok és dalmáciai olaszok), és azon jugoszlávok és isztrorománok ellen, akik az olasz állampolgárság megtartását választották, valamint minden antikommunistával, továbbá a titoizmus valódi, potenciális vagy feltételezett ellenfeleivel szemben és minden olyan személlyel szemben, akik a náci-fasizmushoz és a tengelyhatalmakkal való együttműködéshez kapcsolódtak, sokszor annak ellenére, hogy sok áldozatuk ártatlan volt.
Egyes akadémikusok azt állítják, hogy a támadások megtorló gyilkosságok és etnikai tisztogatások voltak az olasz népesség ellen, akik közül sokan fegyvertelenek és ártatlanok voltak. Mások vitatják az etnikai tisztogatással kapcsolatos állításokat, és azt állítják, hogy az olaszokat nem elsősorban etnikai hovatartozásuk miatt célozták meg. A jugoszláv partizánok szándékában állt megölni mindazokat, akik ellenzik vagy kompromittálják az olasz területek jövőbeli annektálását; A jugoszláv partizánok a titoizmus valós, potenciális vagy vélt ellenfeleitől való megelőző tisztogatásként megölték a helybeli antifasiszta autonomistákat – köztük a jugoszláv annektálást ellenző olasz antifasiszta partizánszervezetek vezetőit és a fiumei autonóm párt olyan vezetőit is, mint pl. Mario Blasich és Nevio Skull, akik Fiume városában támogatták a helyi függetlenséget mind Olaszországtól, mind Jugoszláviától, és ahol legalább 650-en haltak meg minden bírósági tárgyalás és ítélet nélkül a jugoszláv egységek bevonulása után.
A foibákban meggyilkolt emberek becsült száma vitatott, száztól több ezerig terjed, egyes források szerint 11 000 vagy 20 000 is lehet. Raoul Pupo olasz történész 3000-4000 áldozatot becsül 1943 és 1945 között a volt Jugoszlávia és Olaszország területén. Az eseményeket az olasz fasiszta állam 1943-as, és az Adriai-tenger partján a náci-fasiszta állam 1945-ös „hatalmának és elnyomó gépezete összeomlásának” tágabb kontextusába helyezi.
A foiba-mészárlások kifejezés azokra az áldozatokra utal, akiket gyakran élve dobtak a karsztvidékekre jellemző mély, természetes víznyelőkbe. Tágabb vagy szimbolikus értelemben egyes szerzők a kifejezést a jugoszláv erők által megszállt területeken az olasz emberek eltűnésére vagy meggyilkolására használták. A más halálesetek közé tartoztak az olaszok kényszerű deportálásából eredő halálesetek, vagy azoknak az esetei, akik e vitatott területekről próbáltak elmenekülni.
A foiba-mészárlásokat intenzív isztriai–dalmát kivándorlás követte, amely a párizsi békeszerződés (1947) után az olasz etnikumú (isztriai olaszok és dalmáciai olaszok) kivonulása volt az Olaszország által elvesztett Isztriából, a Kvarnerből, a Júliai Krajina területéről, valamint Dalmáciából Olaszország felé, kisebb számban pedig Amerika, Ausztrália és Dél-Afrika felé. Különböző források és becslések szerint 230 000 és 350 000 olyan olasz (a többiek szlovének, horvátok és isztrorománok, akik az olasz állampolgárság megtartása mellett döntöttek) vándorolt el, akik a háború után hagyták el ezeket a területeket.
Ezek az események részei voltak a nagyobb megtorlásoknak, amelyek során a tengelyhatalmak több tízezer szláv kollaboránsát ölték meg a második világháborút követően. A történészek az eseményeket a szélesebb körű, háború utáni európai erőszak kontextusába helyezik, beleértve Olaszországot is, ahol az olasz ellenállás és mások becslések szerint 12-26 000 olaszt öltek meg bírósági ítélet nélkül a kivégzések során, melyek túlnyomó többsége Észak-Olaszországban történt. 1945 áprilisában és májusában, miközben mintegy 12–14,5 millió német nemzetiségűt utasítottak ki Közép- és Kelet-Európából, a halottak száma 500 000 és 2,5 millió között volt. 

## Az elnevezés eredete

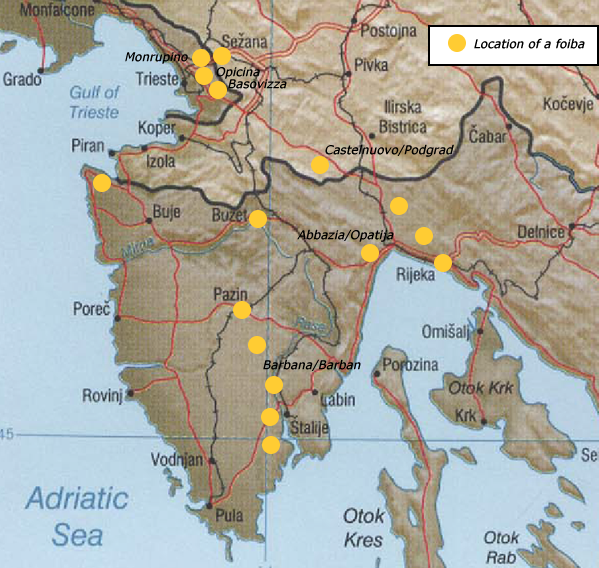
A legismertebb foibák elhelyezkedése az Isztria és Trieszt területén.

Az elnevezés egy helyi geológiai jellegzetesség nevéből, a foibának nevezett mély karsztos víznyelők elnevezéséből származik. A foiba-mészárlás az ilyen, vagy hasonló képződményekbe (például bányaaknákba) való bedobással elkövetett gyilkosságokra és elevenen eltemetésekre vonatkozik. Egyes szerzők és tudósok szerint (Raoul Pupo, Gianni Oliva, Arrigo Petacco) Olaszországban a „foibe” kifejezés szimbolikus jelentést kapott; számukra tágabb értelemben a jugoszláv erők által megszállt területeken az olasz emberek sérelmére történt minden eltűnésre vagy gyilkosságra utal. Pupo szerint: 
|  | „Köztudott azonban , hogy az áldozatok többsége nem karsztbarlangban végezte életét, hanem a deportálás felé vezető úton, valamint börtönökben vagy jugoszláv koncentrációs táborokban halt meg.” |
|  | |

Foiba sematikus ábrázolása.

Az eltűnések és gyilkosságok által alkalmazott terror végül az isztriai, fiumei és zárai olaszok többségét arra késztette, hogy Olaszország más részeire vagy Trieszt szabad területére meneküljenek. Raoul Pupo így ír erről:
|  | „[...] a borzalmas halál egy barlangban [...] egy barbár és homályos erőszak leképezése lett, amely egy egész közösség potenciális végzeteként lebeg. Ez az a kép, amely megragad a kortársak emlékezetében, és a politikai és nemzeti bizonytalanság pillanataiban megszállottsággá válik. Ez érezhetően befolyásolja az emberek döntéseit, például az isztriaiak döntését, akik úgy döntenek, hogy elhagyják a jugoszláv fennhatóság alá tartozó földjeiket.” |
|  | |

## A gyilkosságok
Az első állítások arról, hogy embereket foibákba dobtak, 1943-ból származnak, amikor a Wehrmacht visszavette a területet a partizánoktól. Más szerzők azt állították, hogy a 70 áldozatot a San Sabba-i Risiera náci lágerben öltek meg és égettek el 1944. április 4-én.

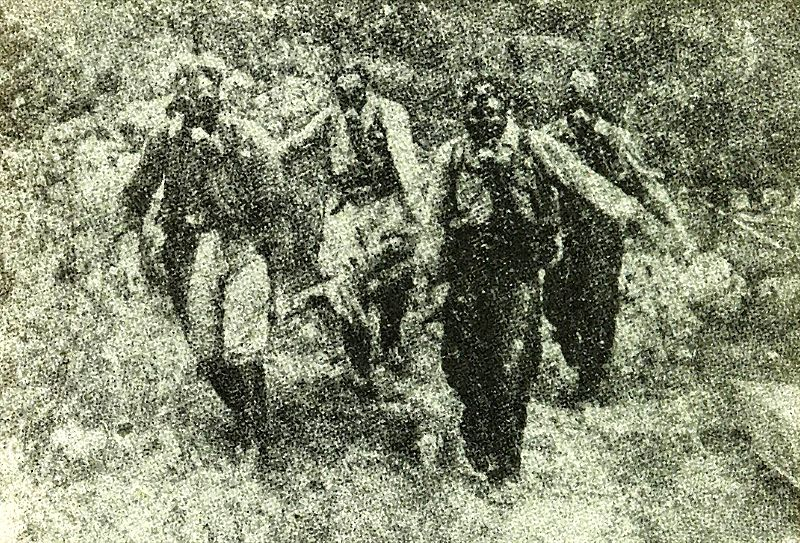
Egy áldozat kiemelése 1943-ban egy isztriai foibából.

A mészárlások két hullámban történtek, az elsőre a kassibilei fegyverszünet és Isztria német megszállása közti időszakban, 1943 szeptemberében került sor, míg a második hullám a térség 1945 májusi jugoszláv megszállása után történt. Az első hullám áldozatainak száma több száz, míg a második hullámé több ezer volt. Az első gyilkossági hullámot széles körben úgy tekintik, mint a szlovének és horvátok húsz év fasiszta elnyomást követő, szervezetlen, spontán bosszúból elkövetett gyilkosságsorozatát, valamint az olasz földbirtokosok és tágabb értelemben a régió olasz elitje elleni „jacquerie”-t; ezek a gyilkosságok a Fasiszta Párt tagjait, rokonaikat (mint Norma Cossetto híres esete), olasz földbirtokosokat, rendőröket és mindenféle rangú köztisztviselőt érintettek, akiket az olasz elnyomás jelképének tartottak. A második hullám terjedelme és jellege sokkal vitatottabb; A szlovén és horvát történészek, valamint az olyan olasz történészek, mint Alessandra Kersevan és Claudia Cernigoi a fasiszta kollaboránsok és az Olasz Szociális Köztársaság fegyveres erőinek tagjai elleni bosszúból elkövetett gyilkosságok újabb hullámaként jellemzik, míg az olasz történészek, például Raoul Pupo, Gianni Oliva és Roberto Spazzali azzal érvel, hogy ez egy szándékos titoista politika eredménye volt, amelynek célja a terror terjesztése volt a régió olasz lakossága körében, és mindenki megsemmisítésre volt ítélve, beleértve az antifasisztákat is, aki ellenezte az Isztria és a Júliai Krajina annektálását. Megjegyzendő, hogy míg a foibák lettek e mészárlások szimbólumai, az áldozatoknak csak egy kisebb részét ölték meg ezzel a módszerrel, nagyrészt az első hullám során; sokkal nagyobb részüket kivégezték és tömegsírokba temették, vagy jugoszláv börtönökben és koncentrációs táborokban haltak meg.
Miután 1943 szeptemberében, az első gyilkossági hullámot követően a tengelyhatalmak csapatai újra megszállták az Isztriát, a pólai tűzoltóság Arnaldo Harzarich parancsnoksága alatt 204 holttestet emelt ki a régió foibáiból. 1945 és 1948 között az olasz hatóságok összesen 369 holttestet szedtek ki a foibákból a Trieszti Szabad Terület (A zóna) olasz ellenőrzése alatt álló részén, és további 95 holttestet találtak az ugyanazon a területen lévő tömegsírokban; ezek közé tartoztak a háború utolsó napjaiban elesett és az ezekben az üregekben sietve elásott német katonák holttestei is. A Trieszti Szabad Terület jugoszláv ellenőrzése alatt álló részén, valamint Isztria többi részén található foibákat soha nem kutatták át, mivel ez a terület továbbra is jugoszláv ellenőrzés alatt állt.

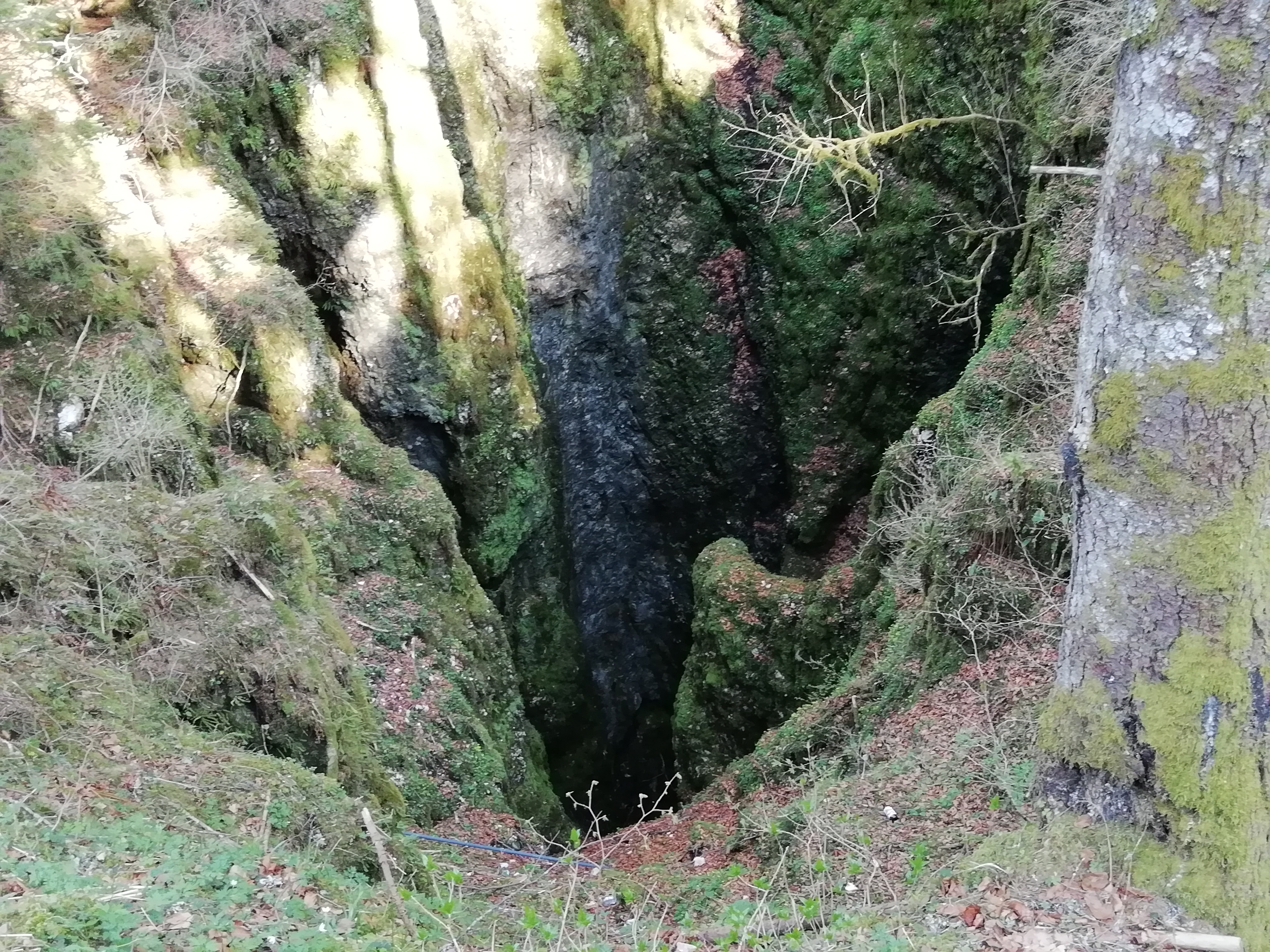
A Bus de la Lum nevű foiba nyílása.

Nagy vita övezte a basovizzai foibát, az egyik leghíresebb foibát (és nem valószínű, hogy eredetileg is így hívták, mivel nem természetes foiba volt, hanem egy használaton kívüli bányaakna). A háború utáni korszak újsághírei csak ebben a foibában 18 és 3000 közötti áldozatot említettek, de pénzügyi akadályokra hivatkozva a trieszti hatóságok megtagadták a teljes feltárását. A háború végén a helyi falusiak elhunyt német katonák holttesteit (a háború végső napjaiban a közelben vívott csatában elesetteket) és lovakat dobtak a bányaaknákba, amelyeket szemétlerakóként a háború után is használtak. A háború után a Basovizza foibát az olasz hatóságok ugyancsak szemétlerakóként használták. Így Basovicában soha nem találtak és azonosítottak olasz áldozatokat. 1959-ben a gödröt lezárták, és fölé emlékművet állítottak, amely később az éves foibe-megemlékezések központi helyszíne lett.
A Bazovizza melletti Plutone foibánál a trieszti Steffe bűnbanda tagjai 18 embert öltek meg. Emiatt a banda vezetőjét, Giovanni Steffét és három társát letartóztatták a jugoszlávok. Közülük Steffét és Carlo Mazzonit, miközben megpróbáltak megszökni, megölték. A banda három további trieszti tagját később a gyilkosságokért az olasz bíróságok 2-5 év börtönre ítélték. A gyilkosságok miatt Olaszországban 1946 és 1949 között összesen mintegy 70 pert tartottak, némelyik felmentéssel vagy amnesztiával végződött, mások súlyos ítélettel végződtek.
1947-ben W. J. Sullivan brit megbízott ezt írta a jugoszláv erők által Trieszt környékéről letartóztatott és deportált olaszokról:
|  | „aligha kétséges, hogy míg a deportáltak egy része ártatlan lehetett, mások kétségtelenül aktív fasiszták voltak, akiknek lelkiismeretét nem csupán párttagság terhelte. Közülük néhányan visszatértek Triesztbe, de jól távol tartották magukat a szövetséges hatóságoktól, nem vettek részt a deportálásokkal kapcsolatos vizsgálatokban, mert féltek a letartóztatástól és a „korábbi fasiszta tevékenységük miatti” bírósági eljárástól.” |
|  | |

A nagyszámú fasiszta mellett azonban a meggyilkoltak között voltak antifasiszták is, akik ellenezték a térség jugoszláv annektálását, mint például a szocialista Licurgo Olivi és az Akciópárt vezetője, Augusto Sverzutti, a Gorizia Nemzeti Felszabadítási Bizottságának tagjai; Triesztben ugyanez a sors jutott az ellenállás vezetőinek, Romano Meneghellorának (akit az ellenállási tevékenységéért posztumusz a katonai vitézségi ezüstéremmel tüntették ki) és Carlo Dell'Antoniónak. Fiuméban (ahol egy közös olasz-horvát tanulmány szerint 1945. május 3. és 1947. december 31. között legalább 652 olaszt öltek meg vagy tűnt el) Mario Blasichot, Joseph Sincichet és Nevio Skullt, autonómia párt vezetőit, a jugoszlávok a megszállás után hamarosan kivégezték, akárcsak az antifasiszta és a dachaui túlélő Angelo Adamot. Az új jugoszláv kommunista hatóságok a papokat is célba vették, mint például Francesco Bonifacio esetében. A jugoszlávok által 1945 májusában Gorizia tartományban letartóztatott és kivégzett 1048 emberből egy olasz-szlovén közös bizottság által 2006-ban összeállított lista szerint 470 az Olasz Szociális Köztársaság katonai vagy rendőri erőinek tagja volt, 110-en kollaborációval vádolt szlovének, 320-an pedig olasz civilek voltak. 

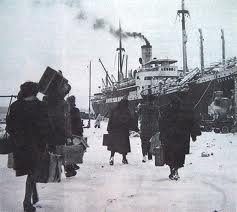
Az isztriai olaszok az isztriai–dalmát exodus során 1947-ben hagyták el Pólát.

A foiba-mészárlások állami terrorizmus, megtorló gyilkosságok és olaszok elleni etnikai tisztogatások voltak. A foiba-mészárlásokat főként a jugoszláv partizánok és az OZNA követték el a helyi olasz etnikai lakosság (isztriai olaszok és dalmát olaszok), valamint általában az antikommunisták (akár a horvátok és szlovének) ellen, akiket általában a fasizmussal, nácizmussal és a tengelyhatalmakkal való együttműködéssel hoztak összefüggésbe, de alkalmazták a Tito-kommunizmus valódi, potenciális vagy vélt ellenfelei ellen is. Az események egyben részei voltak annak a nagyobb megtorlásnak is, amelyben a tengelyhatalmak több tízezer szláv kollaboránsát ölték meg a második világháborút követően.
A foiba-mészárlásokat követte az isztriai–dalmát kivándorlás, amely a második világháború utáni helyi olaszok (isztriai és dalmáciai olaszok) kiűzése és távozása volt az Olaszország által elvesztett jugoszláv Isztria, Kvarner, Júliai Krajina területéről, valamint a párizsi békeszerződés (1947) után  Dalmáciából Olaszország felé, kisebb számban pedig Amerika, Ausztrália és Dél-Afrika irányába. Különböző források és becslések szerint 230 000 és 350 000 közötti olyan olasz (a többiek szlovének, horvátok és isztrorománok, akik az olasz állampolgárság megtartása mellett döntöttek) vándorolt el, akik a háború után hagyták el a területeket. 1947-től, a háború után az olaszokat a jugoszláv hatóságok a megfélemlítés kevésbé erőszakos formáinak vetették alá, mint például az államosítás, a kisajátítás és a diszkriminatív adóztatás. ami a kivándorláson kívül nem sok lehetőséget biztosított számukra. A 2001-ben Horvátországban és a 2002-ben Szlovéniában szervezett népszámlálás szerint a volt Jugoszláviában maradt olaszok száma 21 894 fő (Szlovéniában 2258, Horvátországban pedig 19 636 fő) volt.

## Az áldozatok száma
A háború alatt és után a foibákba esettek vagy otthagyottak száma máig ismeretlen; nehéz megállapítani és vita tárgya. A becslések száztól húszezerig terjednek. Az 1993-ban létrehozott közös szlovén-olasz történelmi bizottság által összegyűjtött adatok szerint „az erőszak további több száz kivégzésben nyilvánult meg – az áldozatokat többnyire a karsztszakadékokba (foibe) dobták – és a deportálások során nagyszámú katona és civil tűnt el, vagy halt meg.”
Raoul Pupo és Roberto Spazzali történészek az áldozatok teljes számát körülbelül 5000-re becsülték, és megjegyzik, hogy a célpontok nem „olaszok”, hanem a fasiszta rezsim katonai és elnyomó erői, valamint a rezsimmel kapcsolatban álló civilek voltak. A közelmúltban Pupo 3000-4000-re módosította az áldozatok összesített számát. Guido Rumici olasz történész 6-11 ezerre becsülte a jugoszláv koncentrációs táborokban kivégzett vagy meghalt olaszok számát, míg Mario Pacor becslése szerint a fegyverszünet után körülbelül 400-500 embert öltek meg a foibákban, és körülbelül 4000-et deportáltak, akik közül sokat később kivégeztek. Más források 20 000 áldozatot állítanak.

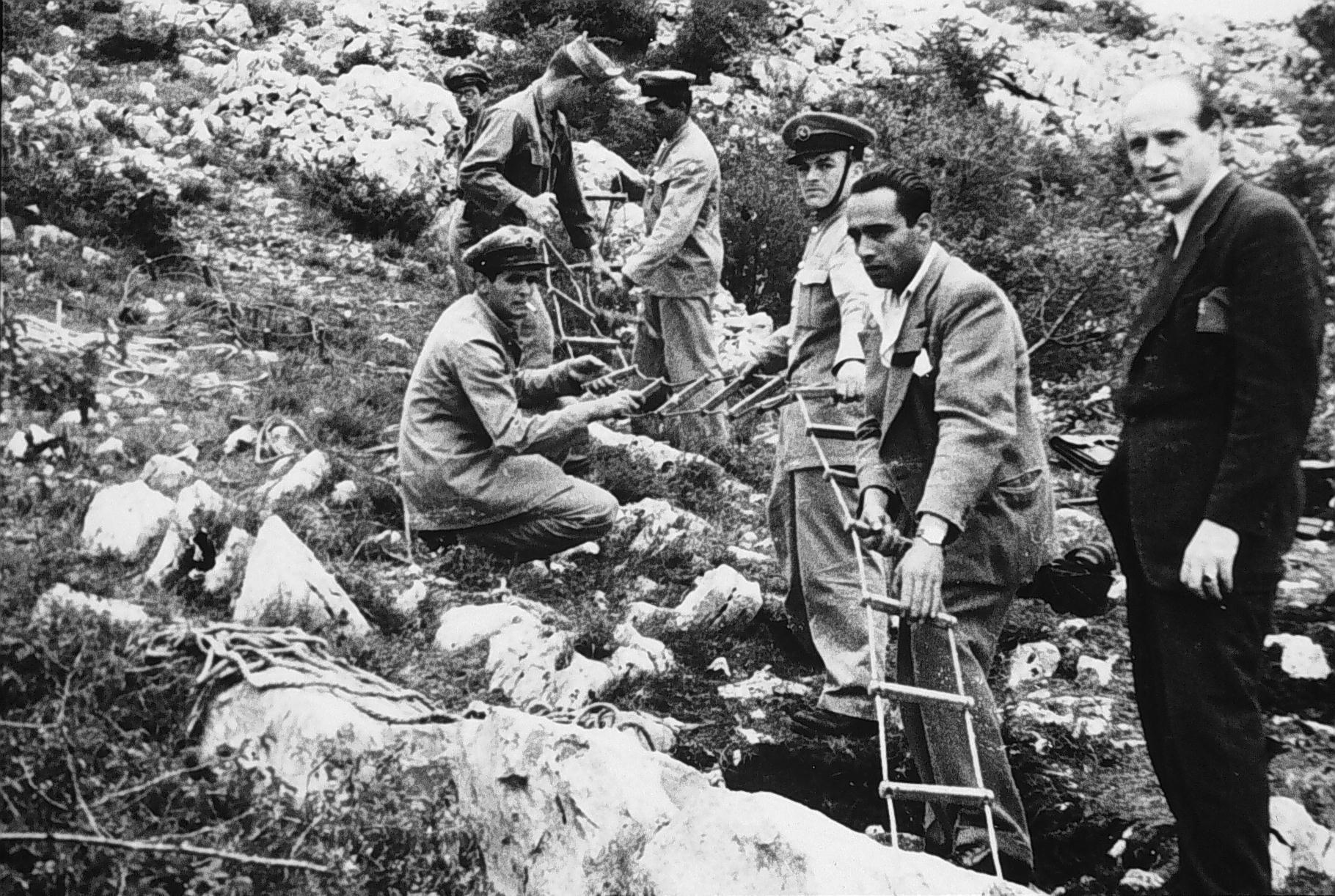
Az egyik foiba feltárása a háború után

Az összes holttestet nem sikerült kiemelni a foibákból, amelyek egy része több száz méternél is mélyebb; egyes források megpróbálták összeállítani a helyszínek listáját és a lehetséges áldozatok számát. 1943 októbere és decembere között a pólai tűzoltóság a bányamunkások segítségével az első tömegesgyilkossági hullám áldozataiból összesen 159 főt emelt ki a Vines (84 holttest), Terli (26 holttest), Treghelizza (2 holttest), Pucicchi (11 test), Villa Surani (26 holttest), Cregli (8 holttest) és Carnizza d'Arsia (2 holttest) foibákból; ugyanebben az időszakban további 44 holttestet találtak Lindaróban és Villa Bassottiban két bauxitbányában. Több holttestet is láttak, de ezek már nem kerültek elő.
A leghíresebb basovizzai foibát 1945. június 12-én angol és amerikai erők megvizsgálták. Öt hónapig tartó nyomozás és ásás után a foibában csak 150 német katona és egy polgári személy maradványait találták meg, akik 1945. április 29–30 között a Basovizzáért vívott utolsó csatákban haltak meg. Az olasz polgármester, Gianni Bartoli 1954-ig folytatta a nyomozást és az ásást, miközben barlangkutatók többször is bementek a barlangba, de semmit sem találtak. 1945 novembere és 1948 áprilisa között a tűzoltók, barlangkutatók és rendőrök a Trieszt Szabad Terület "A" zónájában (főleg Trieszt környékén) vizsgálták meg a fobiákat és az aknákat, ahol 369 holttestet találtak; további 95 ember került elő ugyanazon a területen a tömegsírokból. Abban az időben nem végeztek ellenőrzéseket sem a jugoszláv ellenőrzés alatt álló „B zónában”, sem az Isztria többi részén.
Újabban az Isztria területén, valamint másutt Szlovéniában és Horvátországban is vizsgáltak további foibákat és tömegsírokat; például 1998-ban emberi maradványokat fedeztek fel a szlovéniai Idrija melletti Idrijski Log nevű foibában; 2002-ben négy csontvázat találtak az Abbázia melletti Plahuti foibában; ugyanebben az évben egy tömegsírt fedeztek fel Szlovéniában, nem messze Goriziától; 2005-ben az 1940-es és az 1950-es évek között meggyilkolt mintegy 130 ember maradványait találták meg négy Isztria északkeleti részén található foibában.

## Vizsgálatok és felelősségrevonás
A háború után a Foibe Kutatócsoportot Umberto de Giorgi felügyelő vezette, aki a fasiszta és náci uralom alatt az Állami Rendőrség marsallja volt. 1945 és 1948 között a határ olasz oldalán 71 foibát vizsgáltak, ebből 23 üres volt, de a többiben mintegy 464 holttestet találtak. Ezek között voltak a háború utolsó csatáiban elesett katonák is. A 246 azonosított holttest közül több mint 200 katona (német, olasz és egyéb), mintegy 40 pedig civil volt, utóbbiak közül 30-at a háború után öltek meg.
A több száz halálos áldozat és a basovizzai aknába dobottakra vonatkozó állítások miatt 1945. augusztus–októberben a brit katonai hatóságok megvizsgálták az aknát, és végül 9 német katonát, 1 civilt és néhány lótetemet találtak. Ezen eredmények alapján a britek felfüggesztették a feltárásokat. Ezt követően Trieszt városa szemétlerakóként használta a bányaaknát. Annak ellenére, hogy a különböző jobboldali csoportok ismételten követelték az akna további feltárását, a trieszti kormány, amelyet Gianni Bartoli kereszténydemokrata polgármester vezetett, megtagadta ezt, többek között pénzügyi források hiányára hivatkozva. 1959-ben az aknát lezárták és emlékművet állítottak főlé, mely így az évenkénti foibamegemlékezések központja lett.

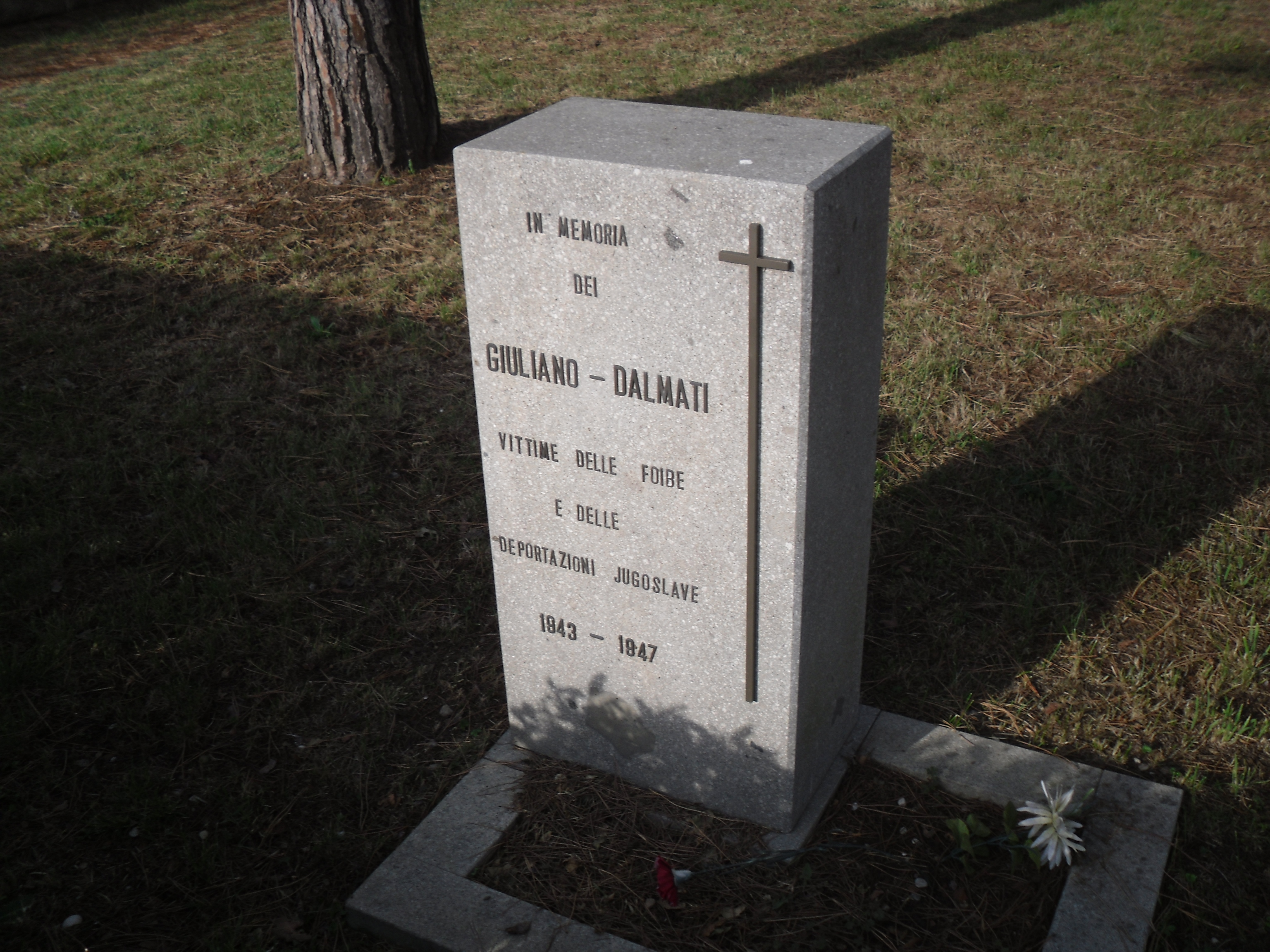
A deportálások és a foibák áldozatainak emlékköve Padovában.

A gyilkosságokkal kapcsolatban csak néhány pert tartottak, köztük a trieszti Zoll-Steffe bűnbandát vonták felelősségre, amiért 1945 májusában a Pluton foibában 18 embert öltek meg. Ezt követően a jugoszláv hatóságok letartóztatták a banda tagjait, és Ljubljanába vitték őket, de ketten útközben meghaltak, miközben megpróbáltak szökni. A többieket elítélte a katonai törvényszék. A banda további tagjait 1947-ben egy trieszti olasz bíróság elé állították, és a plutoni gyilkosságokban játszott szerepük miatt 2-3 év börtönbüntetésre ítélték őket.
1949-ben Triesztben pert tartottak Mario Fabiannak, a „Collotti banda” kínzójának meggyilkolásával vádoltak ellen. Ez a fasiszta osztag a háború alatt szlovén és olasz antifasisztákat, valamint zsidókat gyilkolt és kínzott. Fabiant 1945. május 4-én vitték el otthonából, majd lelőtték és bedobták a Basovizza aknába. Ő a Basovizza egyetlen ismert olasz áldozata. Hóhérait először elítélték, de később felmentették. Pirjevec történész megjegyzi, hogy a banda fejét, Gaetano Collottit 1954-ben az olasz kormány posztumusz kitüntette a szlovén partizánok elleni 1943-as harcért, annak ellenére, hogy Collotti és bandája, miközben a Gestaponál dolgozott, sok bűncselekményt követett el. Collottit olasz partizánok ölték meg Treviso közelében 1945-ben.
1993-ban Gaetano La Perna „Pola Istria Fiume 1943-1945” című tanulmánya részletes listát közölt a jugoszláv megszállás áldozatairól (1943 szeptemberétől októberig és 1944-től az olasz jelenlét legvégéig a volt olasz tartományokban). La Perna 6335 nevet tartalmazó listát tett közzé (közülük 2493 katona és 3842 civil volt). A szerző ezt a listát „nem tartotta teljesnek”.
A Római Fiumetudományi Társaság (Società di Studi Fiumani) és a zágrábi Horvát Történeti Intézet (Hrvatski institut za povijest) 2002-es közös jelentése arra a következtetésre jutott, hogy az 1945. májusa és 1947. december 31-e között közel három évben Fiuméból és a környékről „nem kevesebb, mint 500 olasz állampolgár vesztette életét. Ezekhez hozzá kell adni az ismeretlen számú „eltüntet” (legalább százat), a városi anyakönyvi nyilvántartásból hiányzó részek miatt névtelenek maradtak, valamint azokat a horvát állampolgárságú személyeket (akik gyakran, legalábbis 1940 és 1943 között olasz állampolgárok voltak) a háború befejezése után a jugoszláv kommunista rezsim így határozott meg.”
2006 márciusában a szlovéniai Nova Gorica határ menti önkormányzata nyilvánosságra hozta az olaszországi Gorizia város azon 1048 polgárának névsorát (a két város az 1947-es párizsi békeszerződésig ugyanahhoz a közigazgatási szervhez tartozott), akik 1945 májusában tűntek el, miután a 9. partizán hadtest letartóztatta őket. A szlovén kormány szerint „a lista azon személyek nevét tartalmazza, akiket 1945 májusában tartóztattak le, és akiknek a sorsa nem határozható meg biztosan, vagy akiknek a halála nem igazolható”.

## Az állítólagos indítékok

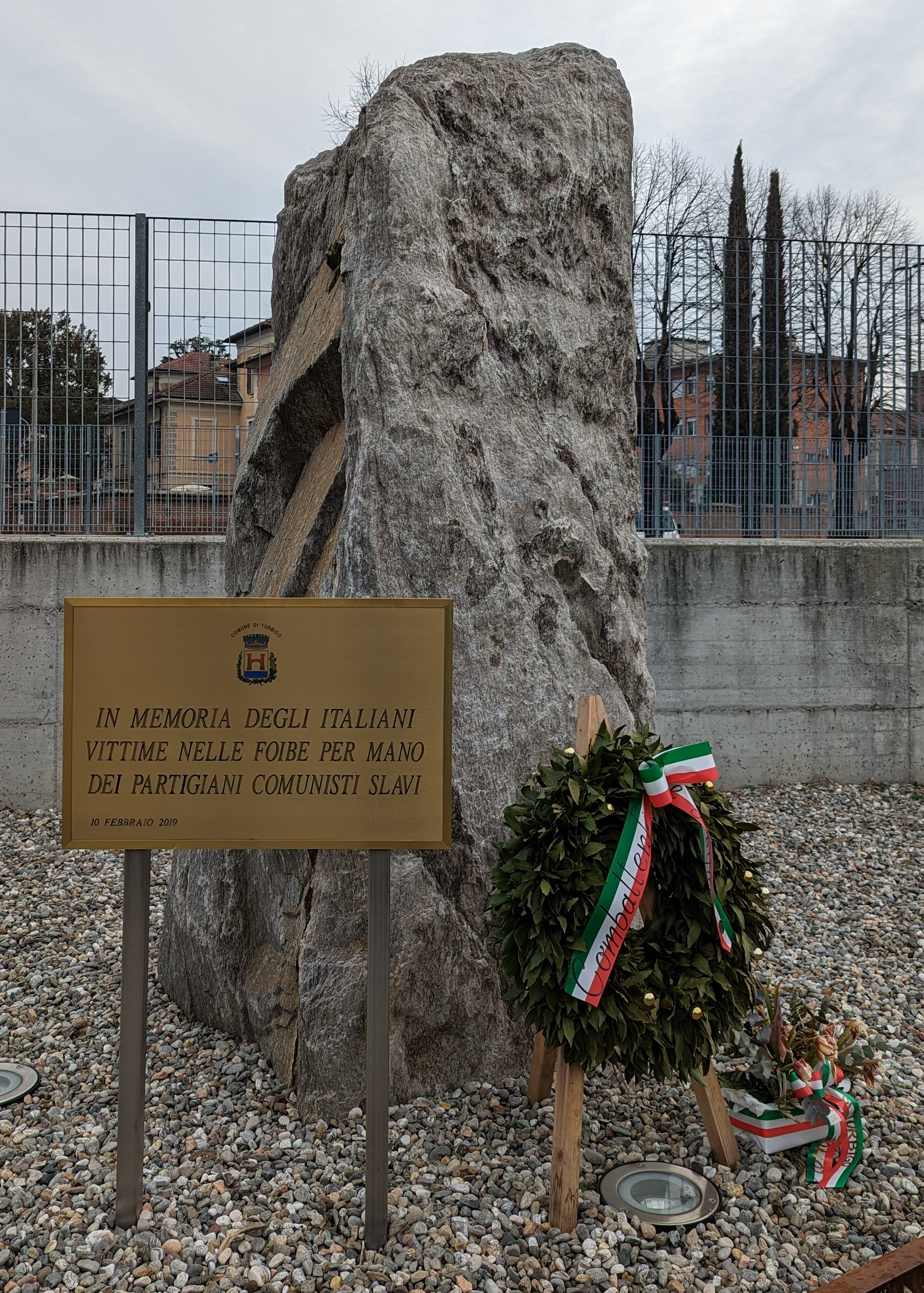
Emlékkő a Turbigo nevű foibánál.

Történészek azt állították, hogy a gyilkosságok a kommunista jugoszláv uralom lehetséges ellenségeinek megsemmisítését célzó tisztogatások részei voltak, amelyekben az áldozatok a német és olasz fasiszta egységek tagjai, olasz tisztek és köztisztviselők, az olasz elit olyan részei, akik ellenezték a kommunizmust és fasizmust (beleértve az olasz antifasiszta partizánszervezetek vezetését és a Fiumei Autonóm Párt vezetőit), szlovén és horvát antikommunisták, kollaboránsok és radikális nacionalisták voltak.
Pupo azt állítja, hogy a tisztogatások elsődleges célpontjai a fasiszta rezsim elnyomó erői és a rezsimmel kapcsolatban álló civilek, köztük a szláv kollaboránsok voltak, de megjegyzi:
|  | „ Venezia Giulia polgári lakosságát tekintve a jugoszláv csapatok egyáltalán nem úgy viselkedtek, mint egy ellenséges területet megszálló hadsereg: akcióikban semmi sem emlékeztet a Vörös Hadsereg katonáinak válogatás nélküli erőszakosságára Németországban, éppen ellenkezőleg, fegyelmük bizonyos szempontból magasabb rendűnek tűnik még az angol-amerikai egységekél is.” |
|  | |

Mivel a jugoszláv csapatok nem úgy viselkedtek, mint egy megszálló hadsereg, ez részben ellentmond annak a számos akadémikus szerzőnek és intézményi személyiségnek – mind Olaszországban, mind külföldön –, akik elismerték az olaszok, és azon szlovének, horvátok és isztrorománok elleni etnikai tisztogatást, akik az olasz állampolgárság megtartása mellett döntöttek.
A gyilkosságok másik oka az olasz elnyomás éveinek megtorlása, az erőszakos olaszosítás, a szláv érzelmek elfojtása és az olasz hatóságok által a háború alatt elkövetett gyilkosságok, amelyek nemcsak a koncentrációs táborokban (például Rab és Gonars) zajlottak, hanem gyakran a fasiszták által vállalt megtorlások során is.
Fogar és Miccoli szerint fennáll
|  | „ annak a szükségessége, hogy az 1943-as és 1945-ös eseményeket a bántalmazás és erőszak hosszabb történetének összefüggésébe helyezzük, amely a fasizmussal és a kisebbségi szlovének és horvátok elnyomásának politikájával kezdődött, folytatódott a Jugoszlávia elleni olasz agresszióval, és a partizánmozgalom elleni náci-fasiszta elnyomás borzalmaival tetőzött.” |
|  | |

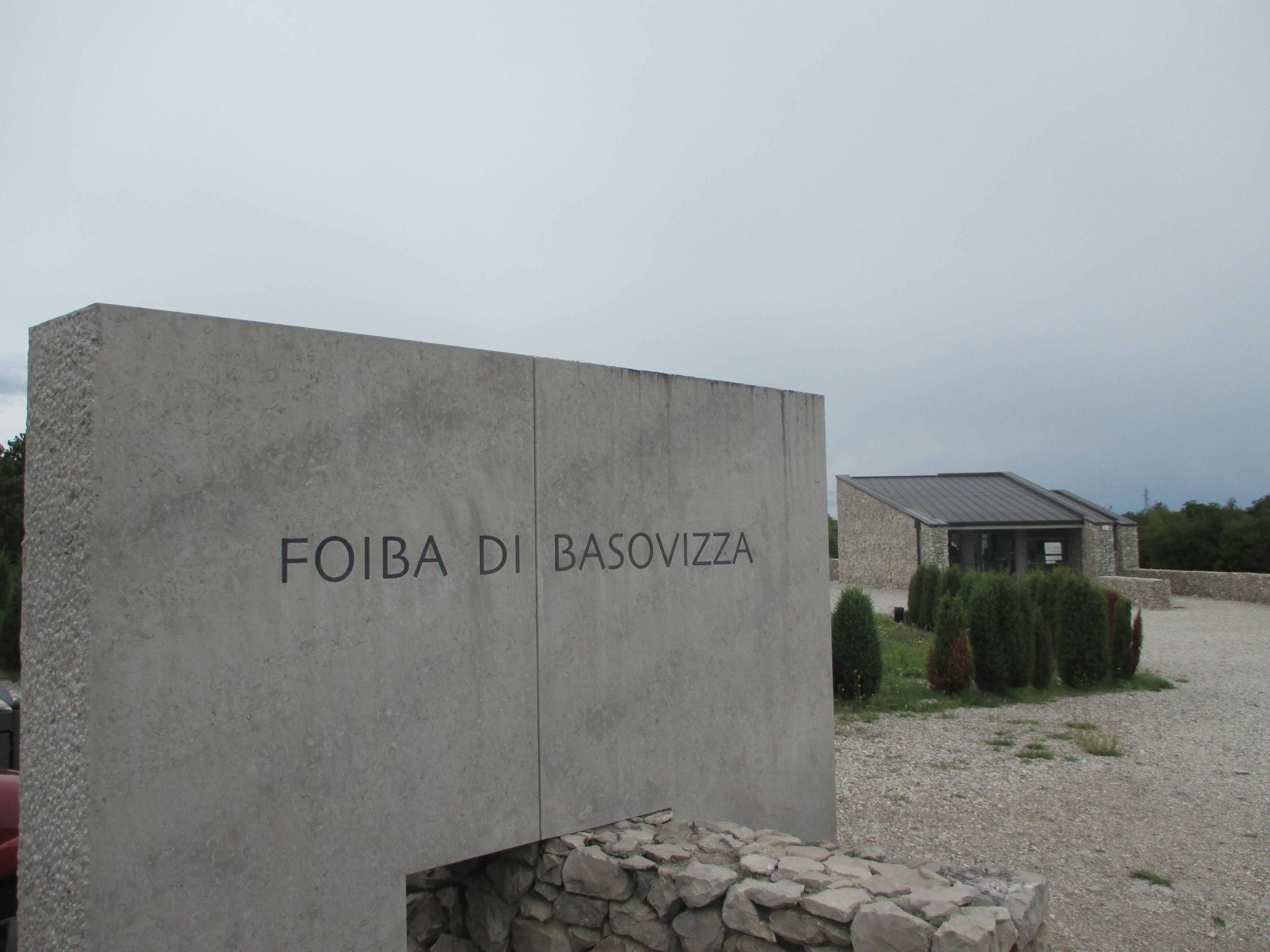
A Trieszt közellében levő Basovizza foiba fölé emelt emlékmű.

Gaia Baracetti megjegyzi, hogy a foiba-mészárlások egyes ábrázolásai, mint például egy minisorozat az olasz televízióban, tele vannak történelmi pontatlanságokkal és sztereotípiákkal, mert hasonlóan a fasiszta propagandához a szlávokat „könyörtelen bérgyilkosként” ábrázolják, miközben „nagyrészt figyelmen kívül hagyják az olasz háborús bűnök kérdését”. Mások, köztük az olaszországi zsidó közösség tagjai, kifogásolták az olasz jobboldali erőfeszítéseket, hogy a mészárlásokat a történelmi torzításokon keresztül a holokauszttal egyenlővé tegyék. Ezek a torzítások magukban foglalják a foiba-áldozatok számának eltúlzását abból a célból, hogy Olaszországot a holokauszt elkövetőjéből a holokauszt elszenvedőjévé alakítsák. Más szerzők azt állítják, hogy a háború utáni foiba-gyilkosságok „igazságának” keresése, mint a fasiszta/antifasiszta ellentétek meghaladásának és a népi patriotizmus előmozdításának eszköze, nem volt a jobboldali vagy neofasiszta csoportok sajátja. A szlávoknak az állami intézmények, akadémikusok, amatőr történészek, újságírók általi befeketítése és a foibák rettegéseinek megidézései hátterében az olasz nemzeti identitás háború utáni újratárgyalása, valamint a mindennapi élet emlékképei voltak.
Pamela Ballinger „History in Exile: Memory and Identity at the Borders of the Balkans” című művében ezt írja:
|  | „Hallottam száműzöttek beszámolóit a „szláv barbárságról” és az „etnikai tisztogatásról”, amelyeket Isztria 1943 és 1954 között szenvedett el, valamint szlovén és horvát elbeszéléseket a fasiszta állam alatt és a neofasiszták által a háború utáni időszakban tapasztalt üldözésről. Bevallom, nem felejthettem el – ahogy sok száműzött tette –, hogy az isztriai kivándorlás Isztria fasisztizálásának és olaszosításának húsz évét, valamint az 1941 és 1943 közötti véres olasz katonai hadjáratot követte Jugoszláviában. Egyes száműzöttek szlávellenes sovinizmusának gyakori megnyilvánulásaival szembesültem. Ugyanakkor nem tudtam elfogadni egyesek azon állítását, hogy a fasizmus alatt a szlávok által elszenvedett erőszak igazolta a későbbi isztriai eseményeket, vagy hogy mindazokat, akik elhagyták Isztriát, kompromittálta a fasizmus. Hasonlóképpen elvetettem azt az érvet, miszerint az etnikai-nemzeti ellentét nem került bele az egyenletbe, valamint azt az ellenvéleményt is, hogy a kivándorlás egyszerűen az „etnikai tisztogatás” aktusa volt.” |
|  | |

Egy olasz-szlovén bizottság, nevezetesen a Szlovén-Olasz Történelmi-Kulturális Bizottság (szlovénül: Slovensko-italijanske zgodovinsko-kulturne komisija) 2000-es jelentésében azt írta, hogy az olasz kivándorlásnak több oka is volt.
Az olasz-szlovén vegyes bizottság jelentése a következőképpen írja le az 1945-ös gyilkosságok körülményeit:
|  | „14. Ezeket az eseményeket a fasisztákkal való leszámolás légköre váltotta ki; de a jelek szerint többnyire egy előzetes tervből indultak ki, amely több irányelvet is tartalmazott: a fasizmushoz, a náci felsőbbrendűséghez, és a velük való együttműködéshez, valamint az olasz államhoz valamilyen módon (személyes felelősségüktől függetlenül) kapcsolódó személyek és struktúrák eltávolítására törekedtek abból a célból, hogy a kommunista rezsim valós, potenciális vagy csak állítólagos ellenfeleivel szemben megelőző tisztogatást hajtsanak végre, valamint elősegítsék a Júliai Krajina bekebelezését az új szocialista Jugoszláviába. A kezdeti lendületet az a forradalmi mozgalom gerjesztette, amely aztán politikai rendszerré változott, és a partizánok közötti nemzeti és ideológiai intolerancia vádját nemzeti szintű erőszakká változtatta.” |
|  | |

A háborút követően a jugoszláv kormány a „szláv-olasz testvériség” politikáját folytatta, és olasz munkások érkeztek Jugoszláviába, hogy segítsenek az újjáépítésben. A kapcsolatok 1948-ban romlottak meg, amikor Jugoszlávia szakított Sztálinnal, miközben az Olasz Kommunista Párt  támogatta a Szovjetuniót. A határviták, a háború utáni gazdasági nélkülözések és a jugoszláv kormány kezdeti totalitárius jellege mindenki életét megnehezítette. Mindez az addig korlátozott exodus helyett, az 1950-et követő sokkal szélesebb körű kivándorláshoz vezetett. A bizottságot, hivatalos nevén Olasz-Szlovén Vegyes Bizottság az Államhatár Fenntartásáért 2007-ben újjáalapították.

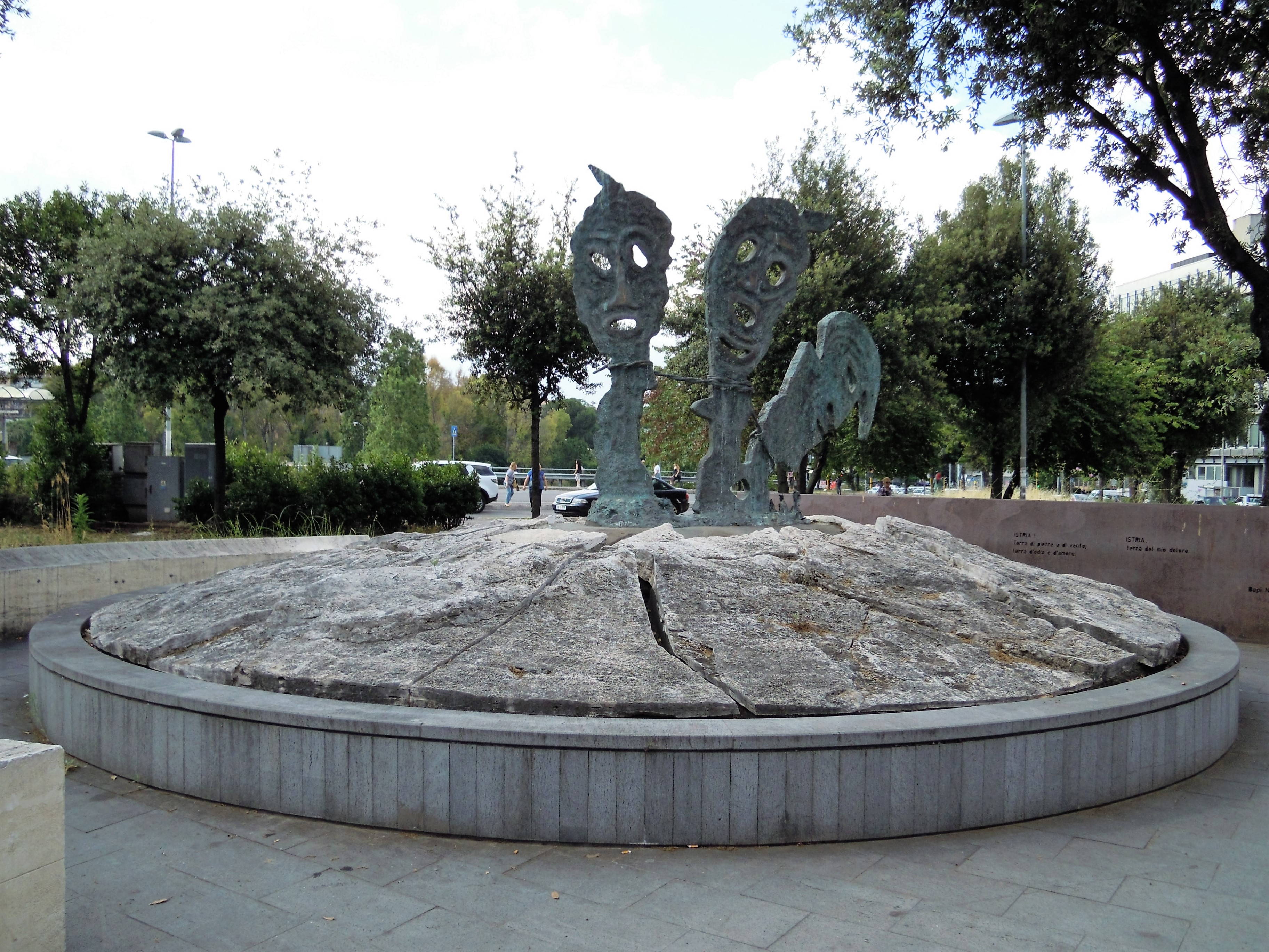
A foibák áldozatainak római emlékműve.

A foiba-mészárlás az olaszországi, jugoszláv és a volt jugoszláv nemzetek politikai vitáinak elhanyagolt témája volt, és csak a közelmúltban hívták fel rá a figyelmet számos könyv és történelmi tanulmány megjelenésével. Úgy gondolják, hogy a második világháború után, miközben a jugoszláv politikusok elutasítottak minden állítólagos bűncselekményt, az olasz politikusok a jövő felé akarták irányítani az ország figyelmét, és el akarták terelni a figyelmet attól a gondolattól, hogy Olaszország valójában egy legyőzött nemzet.
Az olasz kormány tehát taktikailag „kicserélte” a Jugoszlávia által megvádolt olaszok büntetlenségét a foiba mészárlások kivizsgálásáról való lemondással. Olaszország soha nem adott ki senkit és nem indított eljárást az olasz hadsereg mintegy 1200 tisztje, kormánytisztviselője vagy volt fasiszta párttagja ellen, akiket Jugoszláviában, Etiópiában, Görögországban és más megszállt országokban háborús bűnökkel vádoltak, és ügyüket átadták az Egyesült Nemzetek Háborús Bűnügyi Bizottságának. Másrészt, Belgrád sem ragaszkodott túlságosan ahhoz, hogy kérje az állítólagos olasz háborús bűnösök vád alá helyezését.

## A probléma újbóli megjelenése
Számos olasz történész számára ezek a gyilkosságok a szervezett etnikai tisztogatás kezdetét jelentették. Silvio Berlusconi koalíciós kormánya újra nyílt vitába hozta a kérdést. Az olasz parlament (a képviselt pártok túlnyomó többségének támogatásával) február 10-ét nyilvánította a száműzöttek és foiba-mészárlások nemzeti emléknapjává, amelyet kiállításokkal és ünnepségekkel Olaszország-szerte (különösen Triesztben) először 2005-ben ünnepeltek. Az alkalmat a meggyilkolt és a hazájuk csekély támogatásával otthonukat elhagyni kényszerült ártatlanok emlékére tartják. Carlo Azeglio Ciampi szavaival élve: „Eljött az idő, hogy a megfontolt emlékezés vegye át a keserű neheztelés helyét.” Az olasz baloldal vezetői, például Walter Veltroni most először jártak a Basovizza foibánál, és ismerték el a baloldal vétkességét a téma évtizedekig tartó eltitkolásában.
Manapság, amint azt Luigi Malabarba, a Kommunista Újraalapító Párt szenátorának néhány nyilatkozata is tanúsítja a nemzeti emléknap intézményéről szóló parlamenti vitában az olasz baloldal nagy része elismeri a foiba-mészárlások természetét:
|  | „1945-ben könyörtelen politikát folytattak az ellenfelek kiirtására. Itt ismét fel kell idéznünk a sztálinizmust, hogy megértsük, mit csináltak Tito jól szervezett csapatai. ... A jugoszláv kommunizmus teljes mélységében asszimilálta a nacionalizmushoz való visszatérést, amely a „szocializmus egy országa” eszméinek velejárója lett. ... A háború, amely antifasisztaként kezdődött, német- és olaszellenessé vált.” |
|  | |

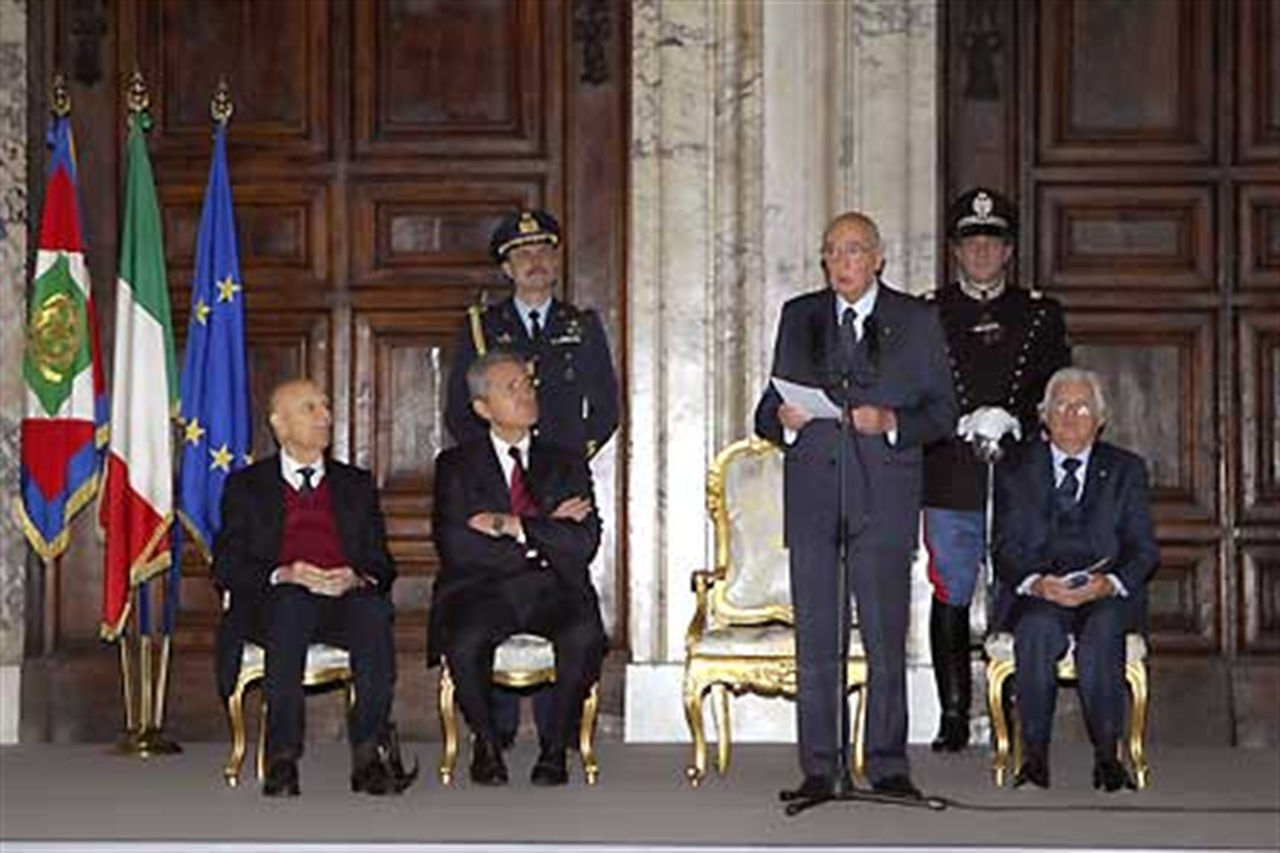
Giorgio Napolitano, az Olasz Köztársaság elnöke 2007-ben beszédet mond a száműzöttek és a foiba-mészárlások nemzeti emléknapja alkalmából.

Giorgio Napolitano olasz elnök a „foiba mészárlások és az isztriai-dalmát kivándorlás emléknapja” alkalmából hivatalos beszédet mondott, amelyben a következőket mondta:
|  | „... már a vak és szélsőséges erőszak első hullámának ezeken a vidékeken történt elszabadulásakor, 1943 őszén a sommás és viharos juszticializmus, a nacionalista paroxizmus, a társadalmi megtorlás és az olasz jelenlét felszámolásának terve összefonódott abban, ami volt, és ami megszűnt létezni, a Júliai Krajina. Ezért a gyűlölet és a vérszomjas düh mozgalma, valamint egy szláv annexiós felfogás uralkodott, amely mindenekelőtt az 1947-es békeszerződésben érvényesült, és az „etnikai tisztogatás” baljós formáját öltötte. Amit biztosan kijelenthetünk, hogy amit – a legnyilvánvalóbb módon a foibe embertelen vadsága révén – sikerült elérni, az az elmúlt évszázad barbárságai közé tartozott.” |
|  | |

Stipe Mesić horvát elnök azonnal írásban válaszolt, és közölte:
|  | „Napolitano szavaiban lehetetlen volt nem látni a rasszizmus, a történelmi revizionizmus és a politikai bosszúvágy nyilvánvaló elemeit. ... A modern Európa olyan alapokra épült, amelyek közül az antifasizmus volt az egyik legfontosabb.” |
|  | |

Az incidens néhány napon belül megoldódott a két elnök diplomáciai kapcsolatfelvételét követően az olasz külügyminisztériumban. A Horvát Elnöki Hivatal február 14-én sajtóközleményt adott ki: 
|  | „A horvát képviselőt biztosították arról, hogy Napolitano elnök beszédének a második világháború olaszországi áldozatainak emléknapja alkalmából semmiképpen sem volt célja, hogy vitát keltsen Horvátországgal kapcsolatban, sem az 1947-es békeszerződést, sem az osimoi és római megállapodást, sem pedig nem ihlette meg. revanchizmussal vagy történelmi revizionizmussal. ... A magyarázatokat megértéssel fogadták, és hozzájárultak a beszéd okozta félreértések leküzdéséhez.” |
|  | |

Olaszországban a 2004. március 30-iki 92. törvény február 10-ét a foiba-mészárlások és az isztriai-dalmát kivándorlás áldozatainak emléknapjává nyilvánította. Ugyanez a törvény különleges érmet hozott létre az áldozatok hozzátartozói számára:
 Az „Emlékezés Napja” kitüntetés  a foiba-gyilkosságok áldozatainak hozzátartozói számára 
2012 februárjában az olasz közszolgálati tévében egy fotót mutattak be, amelyen olasz csapatok szlovén civileket gyilkolnak meg, azt úgy kommentálták mintha fordítva történt volna. Amikor Alessandra Kersevan történész, aki vendég volt, rámutatott Bruno Vespa televíziós műsorvezetőnek, hogy a kép néhány szlovén meggyilkolását ábrázolja, nem pedig olaszokat, a műsorvezető nem kért bocsánatot. Diplomáciai tiltakozás következett.

## A médiában
- „Il Cuore nel Pozzo” (A szív a mélységben), egy 2005-ös tévéfilm, amelynek középpontjában egy gyerekcsoport Tito partizánjai elől való szökése áll.
- „Rosso Istria” (Vörös föld), Geraldine Chaplinnel, Sandra Ceccarellivel és Franco Neroval a főszerepben.
- „Warlight”, Michael Ondaatje könyve. ISBN 978-0-525-52119-8

Sok könyvet írtak a foiba mészárlásokról, és a szerző nézőpontjától függően az áldozatokra vonatkozó következtetések, értelmezések és becslések bizonyos esetekben nagymértékben eltérhetnek. Mivel a foibák nagy része jelenleg Olaszország területén kívül található, a hidegháború éveiben nem lehetett hivatalos és teljes vizsgálatot végezni, a könyvek pedig spekulatív vagy anekdotikus jellegűek lehetnek. A teljes listát lásd a „Bibliográfia” és a „További információk” fejezetben.

## Bibliográfia
- Baracetti, Gaia (2009). „Foibe: Nationalism, Revenge and Ideology in Venezia Giulia and Istria, I943-5”. Journal of Contemporary History 44 (4), 657–674. o. DOI:10.1177/0022009409339344. ISSN 0022-0094. JSTOR 40542981.
- Bartoli, Matteo. Le parlate italiane della Venezia Giulia e della Dalmazia (olasz nyelven). Tipografia italo-orientale, 16. o. (1919)
- Genocide and ethnic cleansing, Political Violence in Twentieth-Century Europe. Cambridge University Press, 125. o.. DOI: 10.1017/CBO9780511793271.004 (2011). ISBN 9781107005037
- Ferreto Clementi, Silvia. La pulizia etnica e il manuale Cubrilovic, Foibe ed esodo: una storia negata a tre generazioni di italiani (olasz nyelven)
- Collective Identities and Post-War Violence in Europe, 1944–48. Springer International Publishing, 20. o. (2021). ISBN 9783030783860
- Lowe, Keith. Savage continent (2012). ISBN 9780241962220
- Oliva, Gianni. Foibe. Le stragi negate degli italiani della Venezia Giulia e dell'Istria (olasz nyelven). Oscar Mondadori, 4-25-36-71-72-148. o. (2003. március 25.). ISBN 88-04-51584-8
- Peričić, Šime (2003. szeptember 19.). „O broju Talijana/talijanaša u Dalmaciji XIX. stoljeća” (horvát nyelven). Radovi Zavoda za povijesne znanosti HAZU u Zadru (45), 327–355. o. ISSN 1330-0474.
- Petacco, Arrigo. L'esodo: la tragedia negata degli italiani d'Istria, Dalmazia e Venezia Giulia (olasz nyelven). Milano: Mondadori (1999. március 25.). ISBN 88-04-45897-6
  - Angol nyelvű kiadása: Petacco, Arrigo. A tragedy revealed: the story of Italians of Istria, Dalmatia, and Venezia Giulia, 1943-1956 (angol nyelven). University of Toronto Press (2005. március 25.). ISBN 0-8020-3921-9
- Pizzi, Katia. A City in Search of an Author. A&C Black, 91. o. (2002. február 1.). ISBN 9780567244970
- Foibe (olasz nyelven). Bruno Mondadori, 4-5-29-30-35-39-110-126-127-162-219-366. o. (2003). ISBN 88-424-9015-6
- Pupo, Raoul. Il lungo esodo. Istria: le persecuzioni, le foibe, l'esilio (olasz nyelven). Rizzoli (2005). ISBN 88-17-00562-2
- Pupo, Raoul (1996. április 1.). „Le foibe giuliane 1943-45” (olasz nyelven). L'Impegno, A. XVI, N. 1, Kiadó: Istituto per la storia della Resistenza e della società contemporanea nel Biellese, nel Vercellese e in Valsesia. [2019. július 31-i dátummal az eredetiből archiválva]. (Hozzáférés: 2023. május 19.)
- Rumici, Guido. Infoibati (1943-1945). I Nomi, I Luoghi, I Testimoni, I Documenti (olasz nyelven). Ugo Mursia (2002). ISBN 978-88-425-2999-6
- Seton-Watson, Christopher. Italy from Liberalism to Fascism, 1870–1925. Methuen, 107. o. (1967). ISBN 9780416189407
- Tobagi, Benedetta (2014). „La Repubblica italiana” (olasz nyelven), Kiadó: Treccani. (Hozzáférés: 2022. november 5.)
- Tomasevich, Jozo. War and Revolution in Yugoslavia, 1941-1945: Occupation and Collaboration (angol nyelven). Stanford University Press (2002. október 1.). ISBN 978-0-8047-7924-1

- Pamela Ballinger, History in Exile: Memory and Identity at the Borders of the Balkans, Princeton University Press, 2002, ISBN 0-691-08697-4.
- Benjamin David Lieberman, Terrible Fate: Ethnic Cleansing in the Making of Modern Europe, Ivan R. Dee, 2006 - Original from the University of Michigan 9 Jun 2008, ISBN 1-56663-646-9.
- Glenda Sluga, The Problem of Trieste and the Italo-Yugoslav Border: Difference, Identity, and Sovereignty in Twentieth-century Europe, SUNY Press, 2001 ISBN 0-7914-4823-1.
- Joze Pirjevec, Foibe: una storia d'Italia, Turin: Giulio Einaudi Editore, 2009, ISBN 978-88-06-19804-6.
- Gianni Bartoli, Il martirologio delle genti adriatiche
- Claudia Cernigoi, Operazione Foibe—Tra storia e mito, Kappa Vu, Udine, 2005, ISBN 978-88-89808-57-3.  (The first edition of the book, published in 1997 as Operazione foibe a Trieste and limited in scope to the Trieste territory, is available online)
- Vincenzo Maria De Luca, Foibe. Una tragedia annunciata. Il lungo addio italiano alla Venezia Giulia, Settimo sigillo, Roma, 2000.
- Luigi Papo, L'Istria e le sue foibe, Settimo sigillo, Roma, 1999.
- Luigi Papo, L'ultima bandiera.
- Marco Pirina, Dalle foibe all'esodo 1943-1956.
- Franco Razzi, Lager e foibe in Slovenia.
- Giorgio Rustia, Contro operazione foibe a Trieste, 2000.
- Carlo Sgorlon, La foiba grande, Mondadori, 2005, ISBN 88-04-38002-0.
- Pol Vice, La foiba dei miracoli, Kappa Vu, Udine, 2008.
- Atti del convegno di Sesto San Giovanni 2008, "Foibe. Revisionismo di Stato e amnesie della Repubblica", Kappa Vu, Udine, 2008.
- Gaetano La Perna, Pola Istria Fiume 1943-1945, Mursia, Milan, 1993.
- Marco Girardo Sopravvissuti e dimenticati: il dramma delle foibe e l'esodo dei giuliano-dalmati Paoline, 2006.
- Amleto Ballerini, Mihael Sobolevski, Le vittime di nazionalità italiana a Fiume e dintorni (1939–1947) - Žrtve talijanske nacionalnosti u Rijeci i okolici (1939.-1947.), Società Di Studi Fiumani - Hrvatski Institut Za Povijest, Roma Zagreb, Ministero per i beni e le attività culturali Direzione generale per gli archivi, Pubblicazioni degli Archivi Di Stato, Sussidi 12, ISBN 88-7125-239-X.

 Olasz-horvát közös kutatás, amelyet az olasz "Fiumantudományi Társaság" és a "Horvát Történeti Intézet" végzett, és amely tartalmazza az elismert áldozatok ábécé szerinti listáját. Lábjegyzetként a két nyelvű előszóban figyelmeztetés olvasható, hogy a „Società di Studi Fiumani” nem tudta elérni a jelen munka befejezését, mert a pénzhiány miatt nem tudta elérni az eredeti projekt szándékában és céljában megjelölt véglegesítését.

## Fordítás
Ez a szócikk részben vagy egészben  a   Foibe massacres című angol Wikipédia-szócikk ezen változatának fordításán alapul.  Az eredeti cikk szerkesztőit annak laptörténete sorolja fel. Ez a jelzés csupán a megfogalmazás eredetét és a szerzői jogokat jelzi, nem szolgál a cikkben szereplő információk forrásmegjelöléseként.